# Culture de Weimar
Vous pouvez aider à l'améliorer ou bien discuter des problèmes sur sa page de discussion.
- Il ne cite pas suffisamment ses sources. Vous pouvez indiquer les passages à sourcer avec {{référence nécessaire}} ou {{Référence souhaitée}}, et inclure les références utiles en les liant aux notes de bas de page. (Marqué depuis avril 2024)

- Archive Wikiwix
- Bing
- Cairn
- DuckDuckGo
- E. Universalis
- Gallica
- Google
- G. Books
- G. News
- G. Scholar
- Persée
- Qwant
- (zh) Baidu
- (ru) Yandex
- (wd) trouver des œuvres sur Wikidata

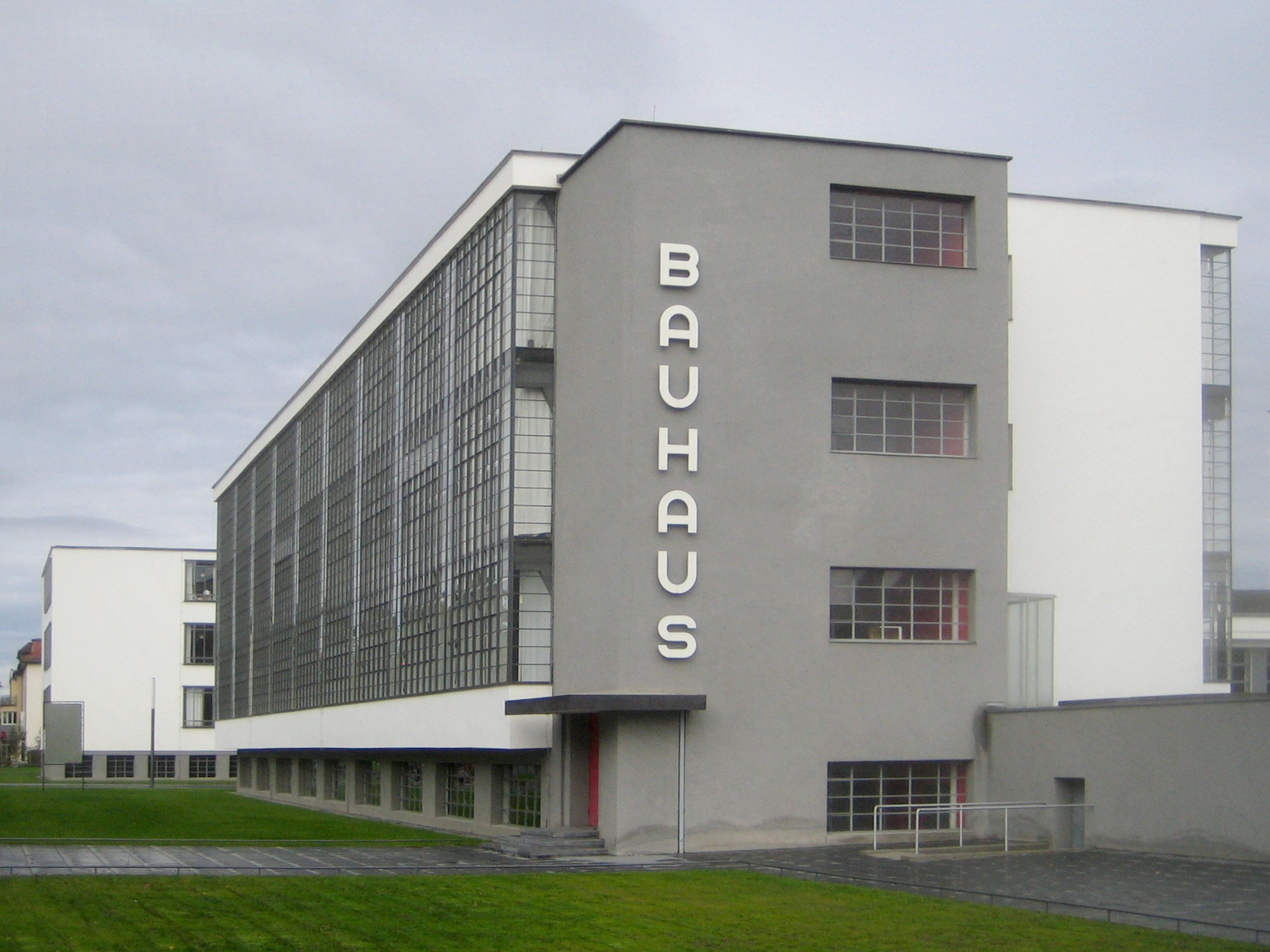
Bauhaus Dessau, par Walter Gropius, 1925-1926.

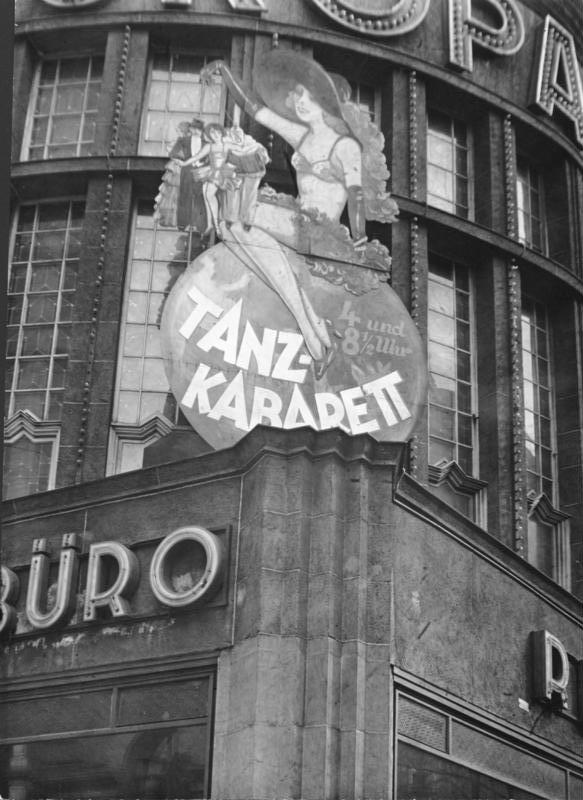
Europahaus, un des centaines de cabarets berlinois, en 1931.

La culture de Weimar est le développement des arts et des sciences en Allemagne pendant la République de Weimar, la période de l'entre-deux-guerres qui va entre la défaite allemande en 1918 et l'arrivée de Hitler au pouvoir en 1933. Le Berlin des années 1920 était au centre de la culture de Weimar. Bien que ne faisant pas partie de la République de Weimar, certains auteurs incluent également l'Autriche, pays germanophone, et notamment Vienne, dans le cadre de la culture de Weimar.
L'Allemagne, et Berlin en particulier, a été un terrain fertile pour l’activité intellectuelle, artistique et plus généralement pour l'innovation dans de nombreux domaines pendant ces années. L'environnement social était tumultueux et les conflits acharnés. Une grande quantité d’intellectuels juifs ont eu de positions de premier plan. Le physicien Albert Einstein, les sociologues Karl Mannheim, Erich Fromm, Theodor Adorno, Max Horkheimer et Herbert Marcuse, les philosophes Ernst Cassirer et Edmund Husserl, les politologues Arthur Rosenberg (à ne pas confondre avec Alfred Rosenberg, théoricien nazi) et Gustav Meyer. Neuf citoyens allemands ont reçu des prix Nobel pendant la période Weimar, dont cinq étaient des scientifiques juifs.
Avec la montée du nazisme et l'accession au pouvoir d'Adolf Hitler en 1933, de nombreux intellectuels et personnalités culturelles allemandes, juives et non-juives, ont fui l'Allemagne pour les États-Unis, le Royaume-Uni et d'autres pays. Les intellectuels associés à l'Institut de Recherche sociale (aussi connu sous le nom d'École de Francfort), ont fui aux États-Unis et rétabli l'institut à New York. Selon Marcus Bullock (en), professeur émérite d'anglais à l'Université du Wisconsin-Milwaukee, « le monde de Weimar, remarquable par la façon dont il est né d'une catastrophe, plus remarquable encore par la façon dont il est disparu dans une catastrophe encore pire, représente le modernisme dans sa manifestation la plus vive ». La culture des années Weimar a par la suite été source d'inspiration pour des intellectuels de gauche des années 1960, notamment en France.

## Environnement social
En 1919, il y a eu un grand afflux de main-d'œuvre à Berlin, d’où un boom dans le commerce, la communication et la construction.
Les types d'emploi se déplaçaient progressivement vers l'industrie et les services, une tendance qu’on peut qualifier de moderne. Avant la Première Guerre mondiale, en 1907, 54,9% des ouvriers allemands étaient des travailleurs manuels. Cette proportion est tombée à 50,1% en 1925. Les employés de bureau, les gestionnaires et les bureaucrates ont augmenté leur part du marché du travail de 10,3% à 17% au cours de la même période. L'Allemagne devenait lentement plus urbaine et la classe moyenne plus importante. Cependant, en 1925, seulement un tiers des Allemands vivaient dans de grandes villes; les deux autres tiers de la population habitant des petites villes ou dans les zones rurales.
Les valeurs éthiques et morales qui prévalaient sous l'Empire allemand furent discréditées comme conséquence de la Première Guerre mondiale et de la terrible inflation qu’elle avait provoquée. Dans un monde où les prix se multipliaient par deux quotidiennement, faire des plans pour l’avenir perdait son sens, et les jeunes préféraient vivre au jour le jour, et jouir du moment présent, sans trop penser à un lendemain qui paraissait impossible à prédire.
La blessure de la Première Guerre mondiale fertilise la vie culturelle des grandes villes allemandes. C'est comme si la population cherchait à oublier les horribles réalités de la guerre et de ses conséquences à travers le divertissement et la production culturelle. De nouveaux mouvements surgissent dans divers milieux, du théâtre à la musique, la littérature et la mode. L'esthétique est audacieuse, choquante, subversive. Le style émergent, baptisé Nouvelle Objectivité et qui succède à l'expressionnisme, est caractérisé par un désir ardent de vérité. Ces artistes, parmi lesquels les plus représentatifs sont Otto Dix et George Grosz, s'efforcent de refléter la contradiction entre le mode de vie élégant des nouveaux riches et les centaines de milliers de chômeurs affamés.
La permissivité du moment permet aussi au féminisme de faire de grands progrès. C'est probablement à Berlin que naît la « Nouvelle Femme », définie par ses cheveux courts, son maquillage et sa joie de vivre.
Politiquement et économiquement, la nation se débattait avec les termes des accords de paix et les réparations imposées par le traité de Versailles (1919) qui mit fin à la Première Guerre mondiale. L’inflation, pendant les premières années de l’après-guerre, atteignit des niveaux difficilement concevables.

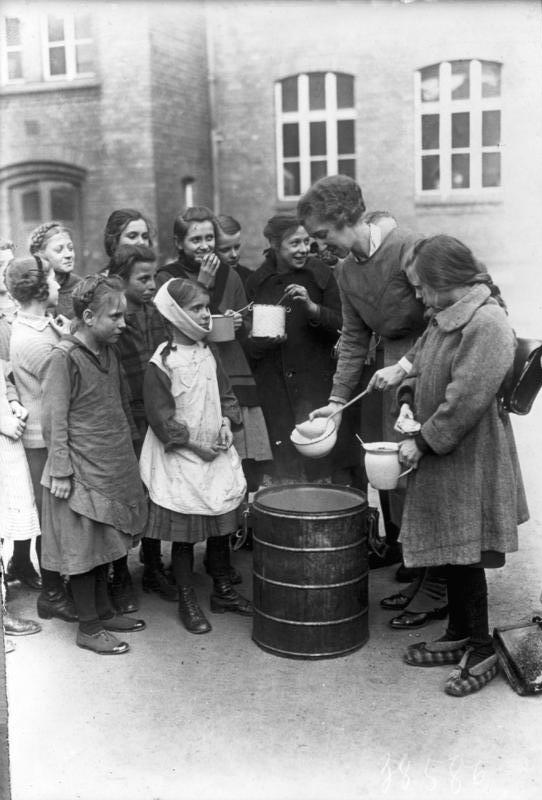
Enfants à une soupe populaire, en 1924.
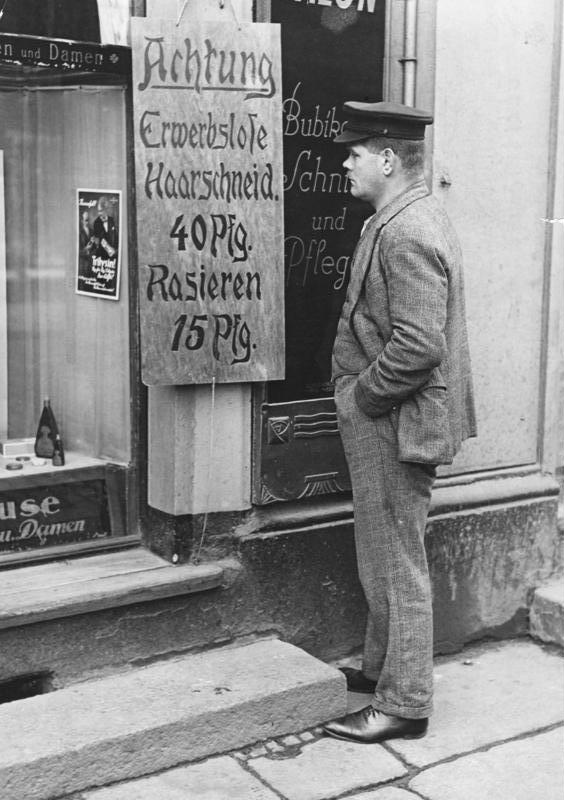
Un homme lit un panneau « Attention, chômeurs, coupe de cheveux 40 pfennigs, barbe 15 pfennigs », en 1927.
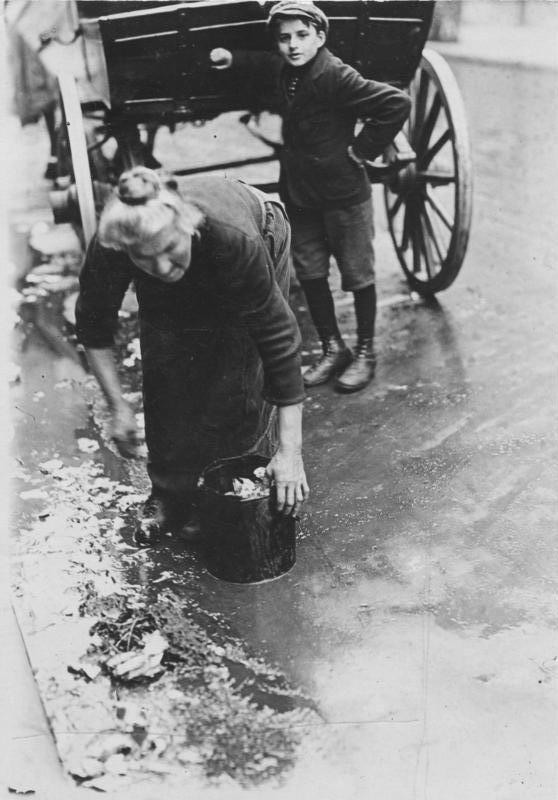
Une femme âgée ramasse des déchets jetés d'un chariot de marchand de légumes, en 1923.
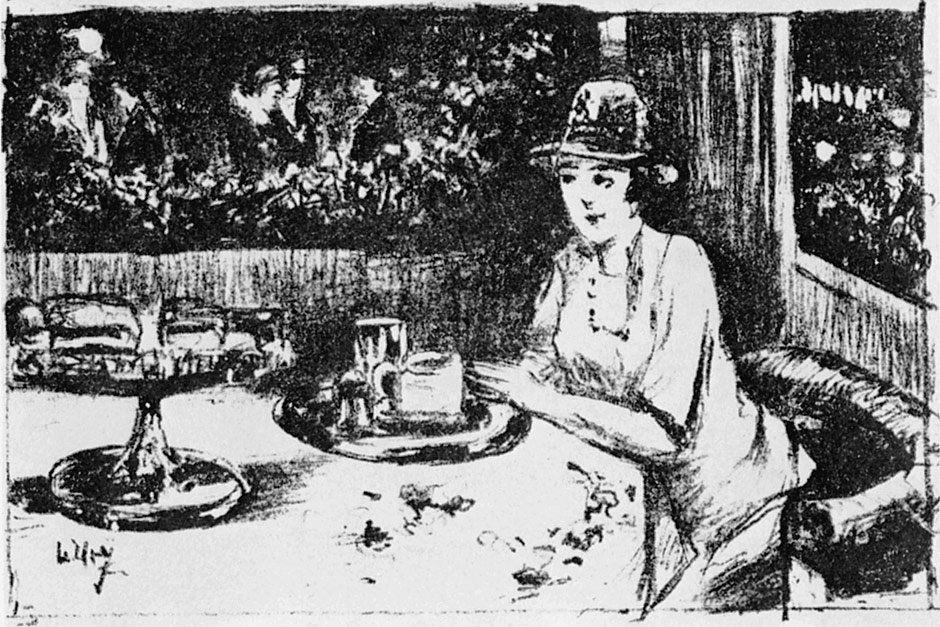
Croquis d'une femme dans un café par Lesser Ury pour un quotidien berlinois, en 1925.

## Sociologie
Pendant la République de Weimar, les universités allemandes devinrent un centre de pensée intellectuelle. La sociologie et la théorie politique (en particulier le marxisme) rencontrèrent  la psychanalyse de Sigmund Freud pour donner naissance à la discipline théorie critique développée à l'Institut für Sozialforschung, (également connu sous le nom de École de Francfort) fondée à Francfort-sur-le-Main.
Les philosophes les plus importants avec lesquels cette École de Francfort est associée étaient Erich Fromm, Herbert Marcuse, Theodor Adorno, Walter Benjamin, Jürgen Habermas et Max Horkheimer. Parmi les philosophes éminents non liés à l'école de Francfort se trouvaient Martin Heidegger et Max Weber.

## Science

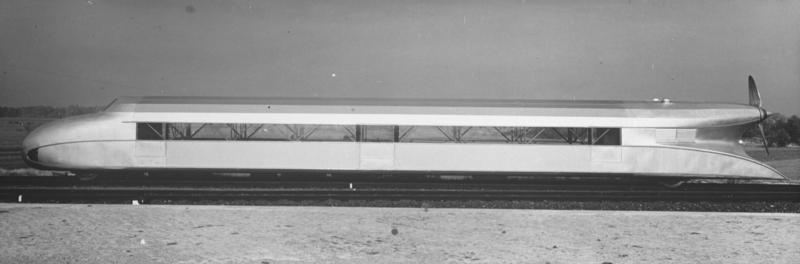
Ce prototype de train à grande vitesse a voyagé à 230 km/h de Hambourg à Berlin en 1931. Il a été construit par la société d'ingénierie Krukenberg.

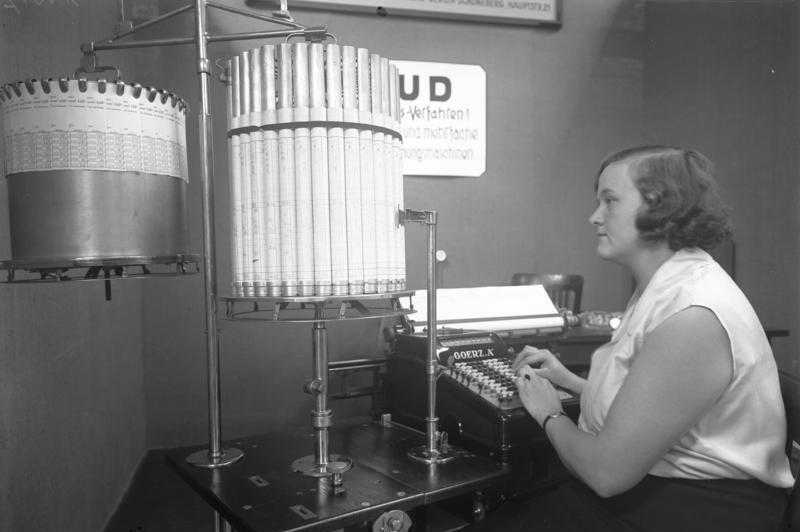
Un calculateur montré à une exposition de technologie de bureau, à Berlin, en 1931. Il coûtait 3500 marks.

Pendant la période Weimar, beaucoup de contributions fondamentales à la mécanique quantique ont été faites par des allemands, en Allemagne même ou dans d’autres pays. Le physicien allemand Werner Heisenberg a formulé son principe d'incertitude à l’Université de Copenhague, et, avec Max Born et Pascual Jordan, a accompli la première définition complète et correcte de la mécanique quantique, à travers l'invention de la mécanique matricielle.
Göttingen était un centre de recherche en aérodynamique et dynamique des fluides au début du XXe siècle. L'aérodynamique mathématique a été fondée par Ludwig Prandtl avant la Première Guerre mondiale, et le travail a continué à Göttingen. C'est là que le débit de compressibilité et sa réduction dans les avions ont d'abord été compris. Un exemple frappant en est le Messerschmitt Me 262, conçu en 1939, mais qui ressemble plus à un avion à réaction moderne qu’à d'autres avions tactiques de son temps.
Albert Einstein a atteint la notoriété publique pendant ses années à Berlin, le Prix Nobel de physique lui ayant été décerné en 1921. Il a été forcé de fuir le régime nazi en 1933.
Le médecin Magnus Hirschfeld a créé l'Institut de Sexologie en 1919. Hirschfeld était un ardent défenseur des droits des homosexuels, des bisexuels et des transgenres, demandant à plusieurs reprises au Parlement des changements des lois à cet effet. Son institut comprenait également un musée. L'Institut, le musée et la bibliothèque et les archives de l'Institut ont tous été détruits par le régime nazi.
Si nous incluons également Vienne dans la culture de Weimar, le mathématicien Kurt Gödel a publié ses révolutionnaires théorèmes d'incomplétude de Gödel pendant ces années.

## Éducation
De nombreuses nouvelles écoles ont été établies, avec des méthodes expérimentales d'apprentissage. Certains s'inscrivaient dans une tendance émergente qui combinait la recherche sur le mouvement physique et la santé globale, par exemple des ensembles Eurythmie à Stuttgart. Le philosophe Rudolf Steiner a créé la première école Waldorf en 1919, en utilisant une pédagogie connue aussi sous le nom de méthode Steiner, qui s'est répandue dans le monde entier. De nombreuses écoles Waldorf existent encore aujourd'hui.

## Les arts

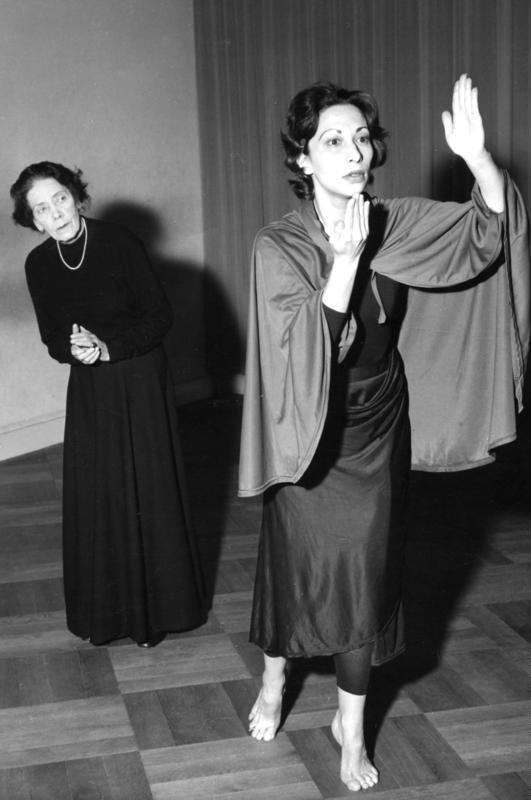
Mary Wigman (à gauche).

Les quatorze années de l'ère Weimar ont été marquées par une productivité intellectuelle explosive. Les artistes allemands ont apporté de multiples contributions culturelles dans les domaines de la [littérature], art, architecture, musique, danse, théâtre, et de ce nouveau médium qui était le film.
Les arts visuels, la musique et la littérature ont tous été fortement influencés par l'expressionnisme allemand au tout début de la République de Weimar. En 1920, c’est en revanche la Nouvelle Objectivité qui est devenue prédominante. La Nouvelle Objectivité n'était pas un mouvement dans le sens strict, puisqu'elle n’avait pas un manifeste ni un ensemble de règles. Les artistes qui gravitent autour de cette esthétique se définissent en rejetant les thèmes de l'expressionnisme - romantisme, fantaisie, subjectivité, émotion brute et pulsion - et se concentrent plutôt sur la précision et la représentation du réel.
La revue américaine Kirkus Reviews a remarqué combien l'art de Weimar était politique : farouchement expérimental, iconoclaste et gauchiste, spirituellement hostile aux grand capital et à la société bourgeoise et aux prises avec le militarisme et l'autoritarisme prussiens. Sans surprise, le vieil établissement allemand autocratique y voyait un « art décadent », un point de vue partagé par Adolf Hitler. L'autodafé de livres par des étudiants nazis à Berlin le 10 mai 1933 n'était qu'une confirmation symbolique de la catastrophe qui frappa non seulement l'art et la littérature de Weimar mais toute la tradition des Lumières en Allemagne, une tradition dont les origines remontent à Goethe et Schiller.
L'un des premiers évènements majeurs de la période Weimar fut la fondation d'une organisation, le Groupe de novembre le 3 décembre 1918. Ce groupe fut créé à la suite de l'échec de la Révolution allemande de 1918-1919, quand communistes, anarchistes et partisans de la république se battaient dans les rues pour le contrôle du gouvernement. En 1919, la République de Weimar fut établie. Une centaine d'artistes de tous les genres, identifiés comme avant-gardistes, ont rejoint le Groupe de Novembre. Ils ont tenu 19 expositions à Berlin jusqu'à ce que le groupe soit interdit par le régime nazi. Le groupe a également eu des sections dans toute l'Allemagne pendant son existence et a attiré l'attention de la scène artistique avant-gardiste en organisant des expositions à l'étranger.
Ses membres appartenaient également à d'autres mouvements et groupes artistiques sous l'ère de la République de Weimar, tels que l'architecte Walter Gropius (fondateur du Bauhaus), Kurt Weill et Bertolt Brecht (théâtre agitprop).
Les artistes du Groupe de Novembre ont gardé l'esprit de radicalité dans l'art et la culture allemands caractéristique de l'époque Weimar. Beaucoup de peintres, de sculpteurs, de compositeurs de musique, d'architectes, de dramaturges et de cinéastes qui en faisaient partie, et d'autres encore associés à ses membres, étaient ceux dont l'art serait dénoncé plus tard comme art dégénéré par les nazis.

### Arts visuels
L'expressionnisme allemand est un mouvement ayant ses origines avant la Première Guerre mondiale. Il continua à exercer une forte influence tout au long des années 1920, bien que beaucoup d'artistes se définissent de plus en plus en opposition à lui.
Dada naquit à Zurich pendant la Première Guerre mondiale pour devenir par la suite un phénomène international. Les Dadaïstes ont rencontré des groupes d'artistes partageant les mêmes idées à Paris, Berlin, Cologne et New York. En Allemagne, Richard Huelsenbeck a créé le groupe de Berlin, dont les membres étaient Jean Arp, John Heartfield, Wieland Hertzfelde, Johannes Baader, Raoul Hausmann, George Grosz et Hannah Höch. Parmi les caractéristiques de leurs œuvres, on peut mentionner les machines, la technologie et le cubisme.
Les artistes de la Nouvelle objectivité n'appartiennent pas à un groupe dans le sens propre du terme. De nombreux artistes peuvent cependant être associés avec lui. D'une manière générale, ils incluent Käthe Kollwitz, Otto Dix, Max Beckmann, George Grosz, John Heartfield, Conrad Felixmüller, Christian Schad, et Rudolf Schlichter, qui travaillaient tous dans des styles différents, mais partageaient de nombreux thèmes : les horreurs de la guerre, l'hypocrisie et la décadence morale, la misère, ainsi que le danger croissant du nazisme.
Otto Dix et George Grosz caractérisent leur propre mouvement comme « vériste ». Leur art est une critique amère et cynique de la vie dans l'Allemagne de Weimar, qu'ils s'efforçaient de dépeindre avec un réalisme qui manquait dans les œuvres expressionnistes. La Nouvelle objectivité devint un sous-courant majeur dans tous les arts pendant la République de Weimar.

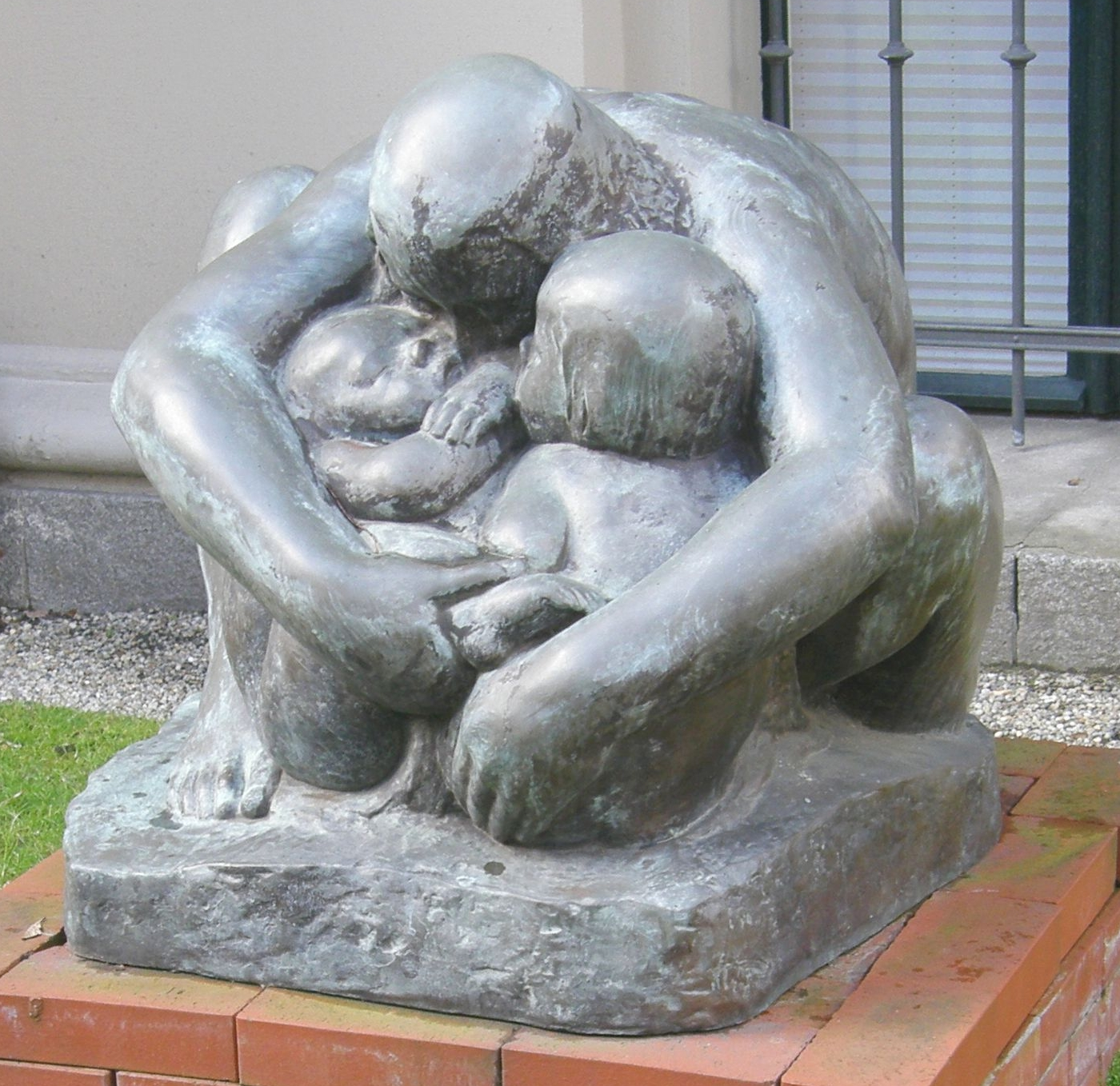
Mère et enfants par Käthe Kollwitz (1927–1937).
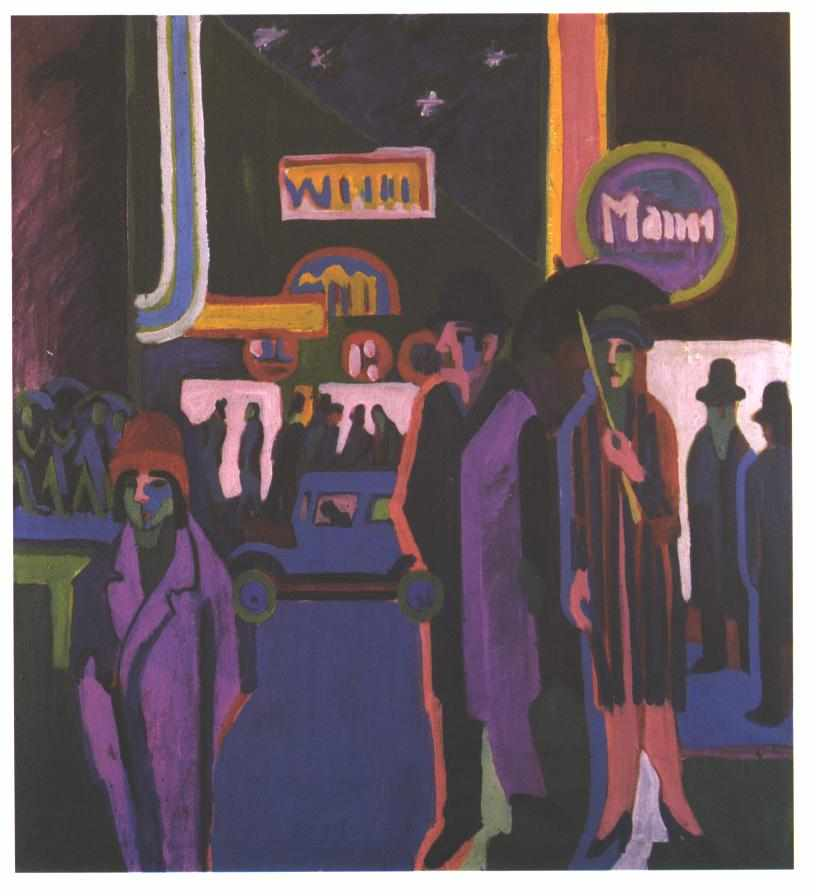
Scène de rue nocturne par Ernst Ludwig Kirchner (1926-1927).
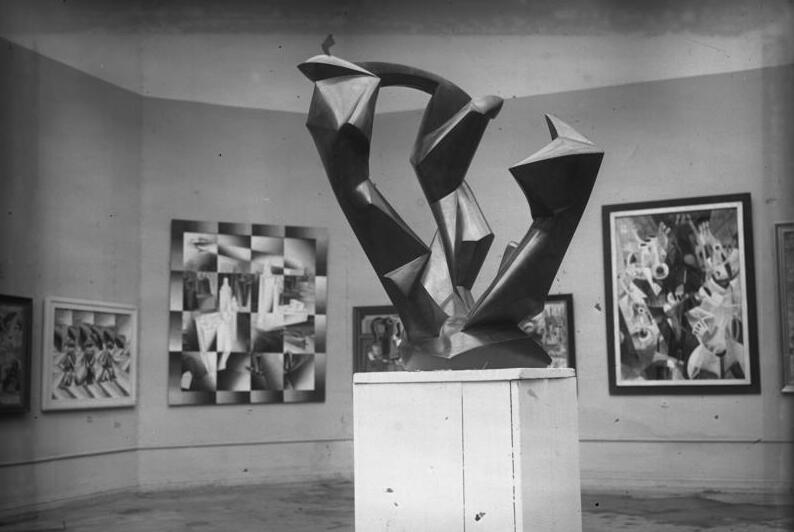
Une sculpture de Rudolf Belling exposée en 1929.

### Design
Le domaine du design sous la République de Weimar a connu des changements radicaux par rapport aux styles qui l'avaient précédé. Le style Bauhaus est distinctif, et synonyme de design moderne. Les concepteurs de ces mouvements ont travaillé avec une variété d'objets, du mobilier à la typographie et aux bâtiment. Bauhaus était une institution combinant une ancienne école de design industriel avec une école d'arts et métiers. Les fondateurs avaient l'intention de fusionner l'art et l'artisanat avec les exigences pratiques du design industriel. Walter Gropius, un de ses fondateurs, a déclaré : « Nous voulons une architecture adaptée à notre monde de machines, de radios et d'automobiles rapides. » L'objectif du mouvement est d'établir une œuvre d'art « totale » englobant tous les arts, y compris l'architecture, et les rapprochant les uns des autres. C'est peut-être cette volonté d’inclusion qui est à l’origine de la grande influence de Bauhaus à travers le monde.
À Berlin et dans d’autres villes allemandes, il subsiste de nombreux vestiges du style architectural du Bauhaus, par exemple les projets de logements collectifs de Ernst May et de Bruno Taut. Erich Mendelsohn et Hans Poelzig sont d'autres architectes renommés du Bauhaus, tandis que Mies van der Rohe est connu aussi bien par son architecture que par ses conceptions d'ameublement industriel et domestique.
Le peintre Paul Klee était membre du corps enseignant du Bauhaus. Ses conférences sur l'art moderne (maintenant connues sous le nom de Les cahiers de Paul Klee au Bauhaus ont été comparées pour leur importance au Traité de la peinture de Léonard et aux Principia Mathematica de Newton.
En 1919, Bruno Taut et Adolf Behne ont fondé le Arbeitsrat für Kunst (Conseil des travailleurs pour l'art) à l'instar des conseils de soldats et de travailleurs formés à la même époque. Leur but était de faire pression sur le gouvernement pour obtenir un changement dans la gestion de l'architecture et de l'art.
Un autre courant était le groupe Der Ring, établi par dix architectes à Berlin en 1923-1924, parmi lesquels : Otto Bartning, Peter Behrens, Hugo Häring, Erich Mendelsohn, Mies van der Rohe, Bruno Taut et Max Taut. Le groupe a promu le modernisme en architecture.

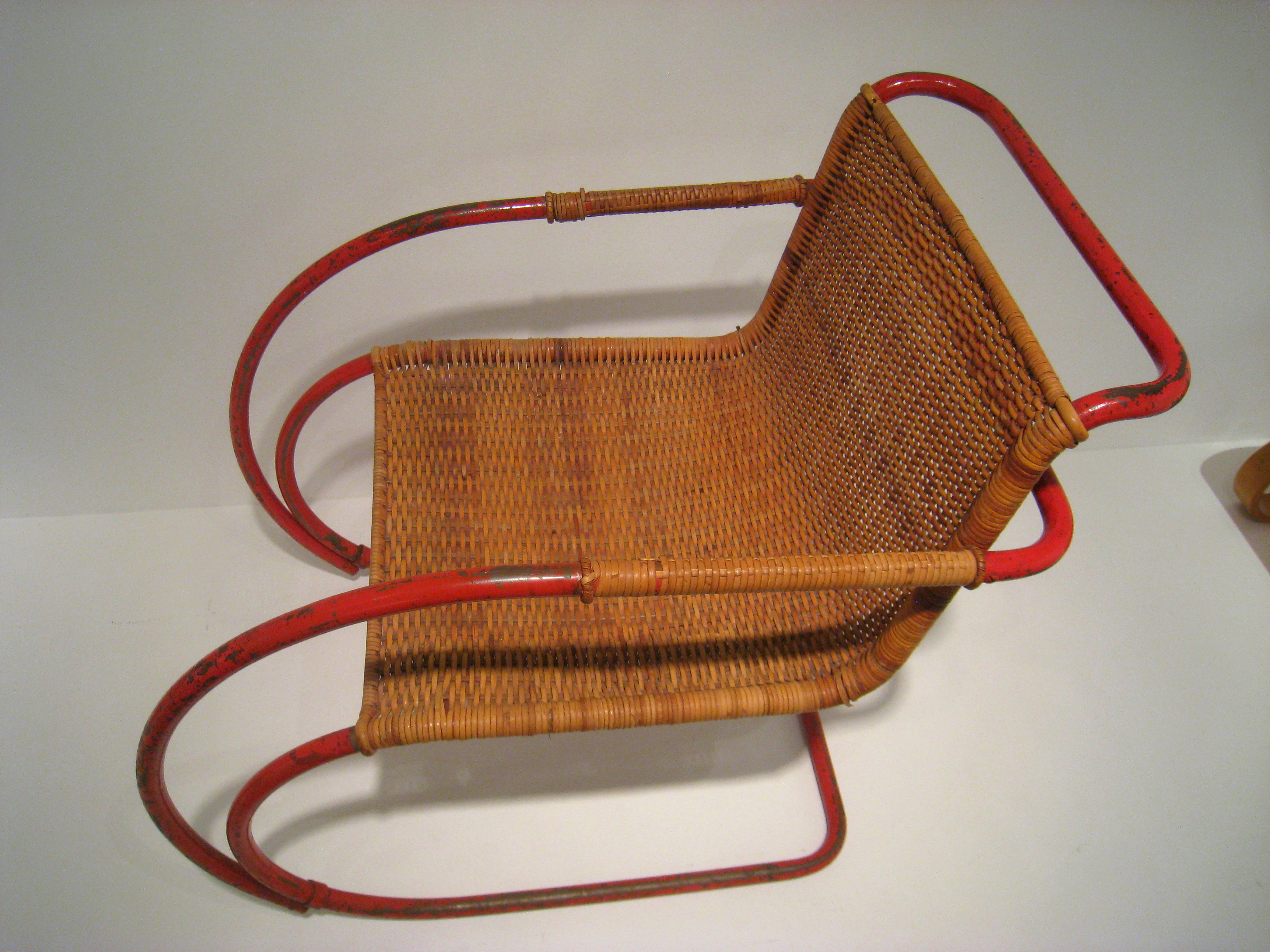
Fauteuil, modèle MR-20, 1927, par le designer Mies van der Rohe, fabriqué par Bamberg Metallwerkstatten, Berlin
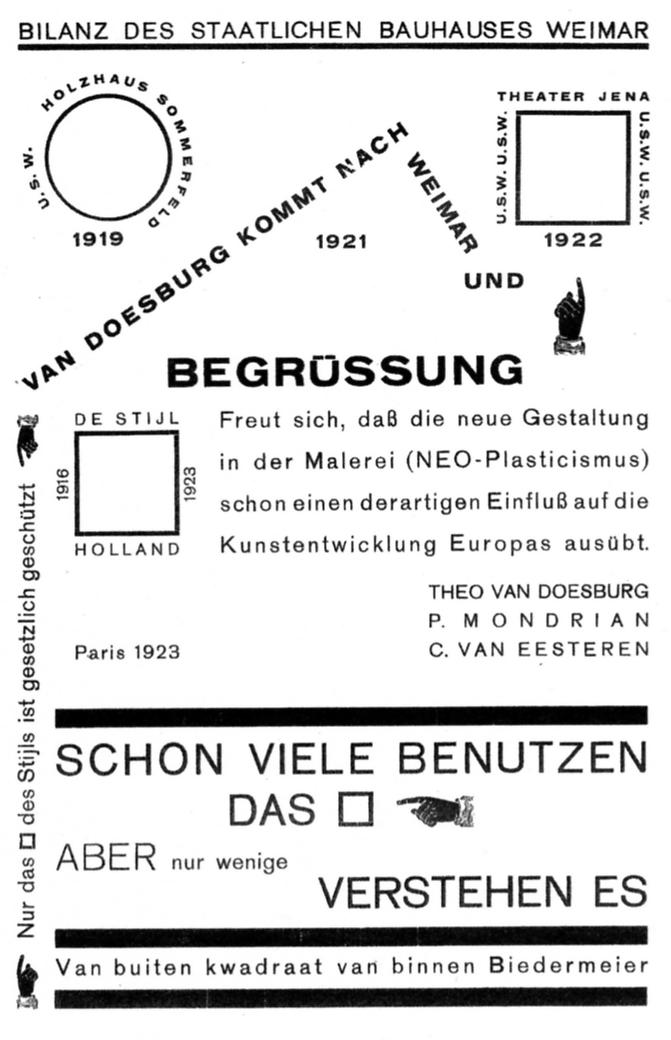
Typographie Bauhaus Theo van Doesburg (1923).
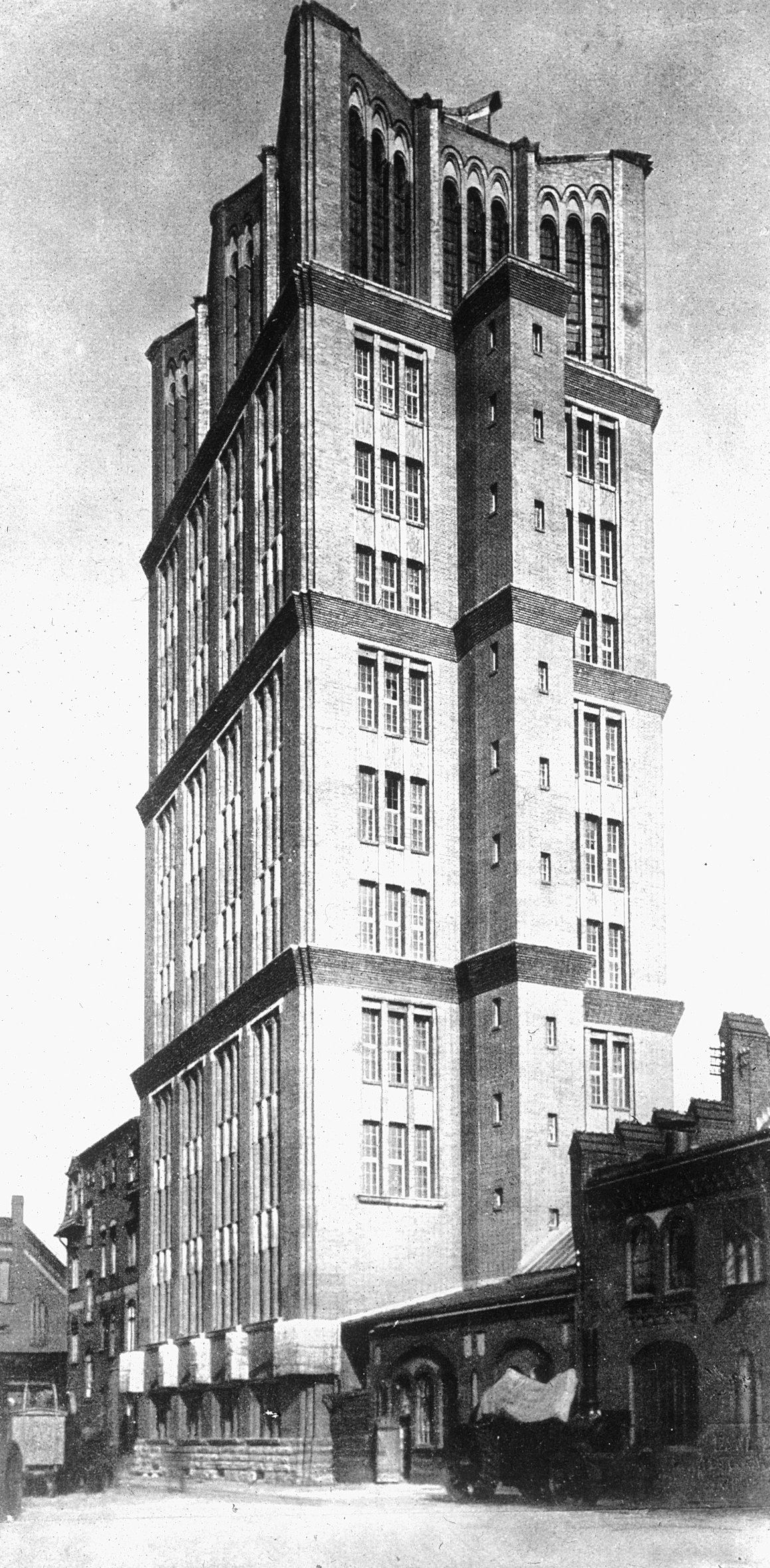
Bâtiment pour la firme Borsig, dans le style expressionniste par Eugen Schmohl (1922–1924). Il existe encore dans le quartier Tegel de Berlin.

### Littérature
Des écrivains comme Alfred Döblin, Erich Maria Remarque et les frères Heinrich et Thomas Mann jetèrent un regard morne sur le monde et sur l'échec de la politique et de la société. D'autres écrivains importants sont Erich Kästner et Kurt Tucholsky. Des écrivains étrangers ont également séjourné à Berlin, tels Christopher Isherwood, Stephen Spender, W. H. Auden, attirés par la culture dynamique et libre de la ville. L'atmosphère du Berlin de Weimar a été documentée par Christopher Isherwood de Grande-Bretagne dans son roman Adieu à Berlin lequel quelques décennies plus tard a été transposé au film musical Cabaret.
Des religions orientales comme le bouddhisme devenaient de plus en plus en vogue. Des musiciens indiens et asiatiques, des danseurs et même des moines venaient en Europe. Les romans de Hermann Hesse ont été influencés par les philosophies orientales.
Le critique culturel Karl Kraus, avec sa revue Die Fackel, publiée à Vienne, a fait progresser le champ du journalisme satirique. Il a été appelé « la conscience littéraire et politique » de cette époque.

### Théâtre
Les théâtres de Berlin et Francfort-sur-le-Main ont présenté des œuvres écrites par des auteurs dramatiques comme Ernst Toller, Bertolt Brecht, et mises en scène par des régisseurs comme Max Reinhardt et Erwin Piscator. Beaucoup des pièces étaient conçues dans une optique marxiste, ou mettaient en scène de la propagande politique. Le théâtre Agitprop (une combinaison des mots « agitation » et « propagande ») de Brecht et Kurt Weill avait pour but d'ajouter des éléments de protestation publique (agitation) et de persuasion politique (propagande) au théâtre, comme un moyen d'influencer le public. Parmi d'autres œuvres, Bertolt Brecht et Kurt Weill ont collaboré à la comédie musicale ou opéra L'Opéra de quat'sous (1928).
Toller était le principal dramaturge expressionniste de l'époque. Il est devenu plus tard l'un des principaux partisans de la Nouvelle Objectivité dans le théâtre. Le théâtre d'avant-garde de Bertolt Brecht et de Max Reinhardt à Berlin était le plus avancé d'Europe.
Les années Weimar ont vu s'épanouir un cabaret politique que des œuvres telles que les récits de l'écrivain anglais Christopher Isherwood sont devenues emblématiques pour la période. La comédie musicale puis le film Cabaret étaient basés sur les récits d’Isherwood. Le principal centre du cabaret politique était Berlin, avec des artistes comme le comédien Otto Reutter. Karl Valentin était lui aussi un maître de l’art du cabaret.

### Musique
Dans les salles de concert, on pouvait écouter la musique atonale et moderne d'Alban Berg, Arnold Schoenberg et Kurt Weill. Hanns Eisler et Paul Dessau étaient d'autres compositeurs modernistes de l'époque. Richard Strauss, dans la cinquantaine au début de la période, a continué à composer, par exemple les opéras Intermezzo (1924) et Die ägyptische Helena (1928).

### Danse moderne
Rudolf von Laban et Mary Wigman jetèrent les bases du développement de la danse contemporaine.

### Cinéma

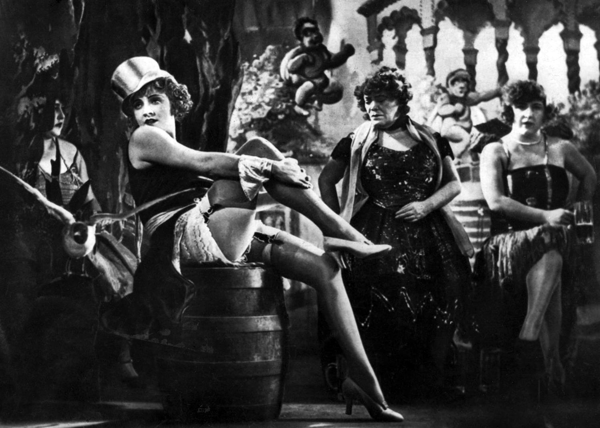
L'Ange Bleu (1930) a été réalisé par Josef von Sternberg.

Au début de l'ère de Weimar, le cinéma était encore muet. Des films expressionnistes allemands ont présenté des intrigues explorant le côté obscur de la nature humaine. Ces films présentent des scènes très élaborées, et l'atmosphère était cauchemardesque. Le Cabinet du docteur Caligari (1919), réalisé par Robert Wiene, est généralement crédité comme le premier film expressionniste allemand. Les décors montrent des bâtiments déformés, tandis que l'intrigue est centrée autour d'un cabinet mystérieux qui fait penser à un cercueil. Le film d'horreur vampire de W. Murnau Nosferatu est sorti en 1922. Docteur Mabuse le joueur de Fritz Lang (1922) a été décrit comme un conte sinistre qui dépeint « la corruption et le chaos social tellement en évidence à Berlin et plus généralement, selon Lang, dans l'Allemagne de Weimar ». Le futurisme est un autre thème favori du cinéma expressionniste. Il est présenté comme une force d'oppression dans la dystopie Metropolis (1927). Dans de nombreux films expressionnistes, les personnages torturés font écho à Faust de Goethe, et Murnau a en effet repris ce sujet dans son film Faust, une légende allemande.
Les films expressionnistes étaient moins nombreux, et avaient moins de succès auprès du public, que les films historiques, avec souvent des légendes folkloriques comme sujet. Le studio le plus important était UFA.
Des films muets ont continué à être réalisés tout au long des années 1920, en parallèle avec les premiers films sonores pendant les années finales de la République de Weimar. Les films muets avaient certains avantages pour les cinéastes, comme la possibilité d'engager un casting international, puisque les accents n’avaient pas d’importance. Ainsi, des acteurs américains et britanniques ont pu collaborer avec des réalisateurs allemands (par exemple, les collaborations de Georg Pabst et Louise Brooks). Lorsque des films sonores ont commencé à être produits en Allemagne, certains cinéastes ont expérimenté avec des versions en différentes langues, filmées simultanément.
Lorsque l'œuvre dramatico-musicale L'Opéra de quat'sous fut filmée par le réalisateur Georg Pabst, il tourna la première version avec un casting francophone (1930), puis une deuxième version avec des acteurs germanophones (1931). Une version anglaise était également prévue mais ne fut jamais matérialisée. L'Ange bleu (1930), réalisé par Josef von Sternberg avec dans les rôles principaux Marlene Dietrich et Emil Jannings, fut filmé simultanément en anglais et en allemand (des différents acteurs secondaires ayant été utilisés pour chaque version). Il dépeint l'histoire d'amour sans espoir entre un professeur et une danseuse de cabaret.
Le cinéma des années Weimar n'a pas hésité à aborder des sujets controversés. Le Journal d'une fille perdue (1929) réalisé par Georg Wilhelm Pabst avec Louise Brooks dans le rôle principal, traite d'une jeune femme qui est chassée de chez elle après avoir eu un enfant illégitime, et est ensuite forcée de se prostituer pour survivre. Cette tendance à traiter franchement des sujets sensibles a commencé immédiatement après la fin de la guerre. En 1919, Richard Oswald a dirigé et sorti deux films, qui ont été l'objet de controverse dans la presse ainsi que de l'action des enquêteurs de police et des censeurs. La « prostitution » traitait des femmes contraintes à un esclavage sexuel, tandis que Différent des autres se penchait sur le conflit entre un homme homosexuel et les attentes sociales. À la fin de la décennie, des sujets semblables rencontrèrent peu ou pas d’opposition. William Dieterle (Les sexes enchaînés, 1928), et Pabst (Loulou, 1929) traitent de l'homosexualité chez les hommes et les femmes, respectivement, et n'ont pas été censurés. L'homosexualité était présente plus tangentiellement dans d'autres films de l'époque.

## Philosophie
La philosophie dans la République de Weimar a poursuivi des voies d'investigation dans des domaines scientifiques tels que les mathématiques et la physique. Des scientifiques de premier plan se sont associés dans le groupe appelé Le Cercle de Berlin. Parmi de nombreux penseurs, Carl Hempel a eu une forte influence dans ce groupe.
Le philosophe le plus influent de l'Allemagne pendant les années Weimar, et peut-être du XXe siècle, était Martin Heidegger. Heidegger a publié l'une des pierres angulaires de la philosophie du XXe siècle durant cette période, Être et temps (1927). Être et temps a influencé des générations de philosophes en Europe et aux États-Unis, en particulier dans les domaines de phénoménologie, existentialisme, herméneutique et déconstruction. Le travail de Heidegger s'est construit sur la phénoménologie d'Edmund Husserl, un autre philosophe de l'ère Weimar.
La rencontre de la politique radicale et de la philosophie a inspiré d'autres philosophes. À l’age de 20 ans, Herbert Marcuse était un étudiant à Fribourg, où il est allé étudier sous Martin Heidegger, l'un des philosophes les plus éminents de l'Allemagne. Marcuse lui-même est devenu plus tard une force motrice dans la New Left aux États-Unis. Ernst Bloch, Max Horkheimer et Walter Benjamin ont tous écrit sur le marxisme et la politique, en plus d'autres sujets philosophiques. Les philosophes politiques Leo Strauss et Hannah Arendt ont reçu leur éducation universitaire dans la République de Weimar et ont été associés à Norbert Elias, Leo Löwenthal, Karl Löwith, Julius Guttmann, Hans-Georg Gadamer, Franz Rosenzweig, Gershom Scholem, et Alexander Altmann. Strauss, Arendt et Marcuse, étaient parmi les intellectuels juifs qui ont fui le régime nazi, émigrant finalement aux États-Unis. Carl Schmitt, spécialiste en droit et en politique, était un partisan du régime nazi et Franco de l'Espagne ; au même temps, certains de ses travaux sont étudiés par des philosophes et des politologues de vues radicalement différentes des siennes, comme Alain Badiou, Slavoj Žižek, et ses contemporains Hannah Arendt, Walter Benjamin, et Leo Strauss.

## Santé et auto-amélioration

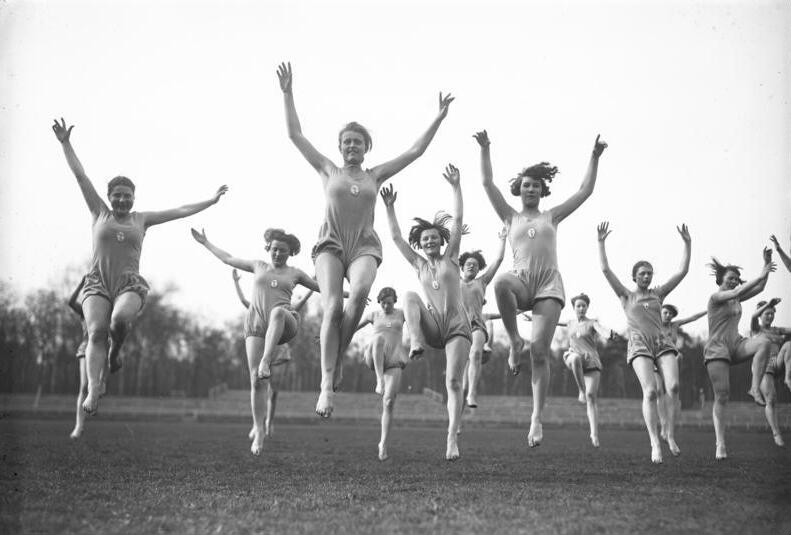
Étudiantes dans un pensionnat à Hanovre, commençant chaque jour avec des exercices de danse et de saut rythmiques à 8 heures, en 1931.

Dans les décennies qui ont précédé la Première Guerre mondiale, l'Allemagne comptait de nombreux innovateurs dans le domaine de la santé, certains plus contestables que d'autres. En tant que groupe, ils étaient collectivement connus comme faisant partie du mouvement Lebensreform. Au cours des années Weimar, un nombre d'entre eux ont attiré l’intérêt du public allemand, en particulier à Berlin.
Certaines innovations ont eu une influence durable. Joseph Pilates a développé une grande partie de son Pilates système d'entraînement physique au cours des années 1920. La Danse expressionniste d’enseignants comme Rudolf Laban ont eu un impact important sur les théories de Pilates.
Le mouvement Nacktkultur (naturisme ou nudisme), fut initié par Karl Wilhelm Diefenbach à Vienne à la fin des années 1890. Au cours des années 1920, des centres naturistes s'établirent rapidement sur la côte nord de l'Allemagne et, en 1931, Berlin comptait 40 associations et clubs. Une variété de périodiques sur le sujet étaient publiés régulièrement.
Le philosophe Rudolf Steiner, comme Diefenbach, était un disciple de Théosophie. Steiner a eu une énorme influence sur le mouvement de santé alternative avant sa mort en 1925 et bien au-delà. Avec Ita Wegman, il a développé médecine anthroposophique. L'intégration de la spiritualité et homéopathie est controversée et a été critiquée pour n'avoir aucune base scientifique. Steiner a également été l’un des premiers partisans de agriculture biologique, sous la forme d'un concept holistique appelé plus tard agriculture biodynamique.

## Le Berlin «décadent»

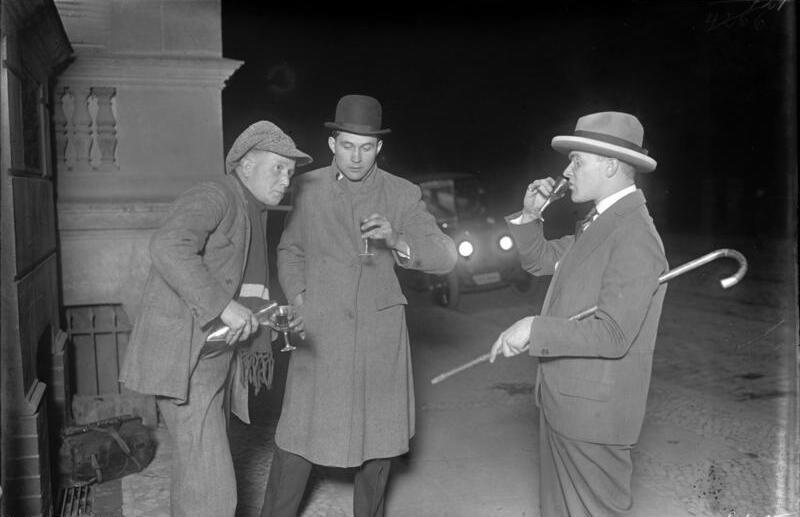
Un vendeur d'alcool après l'heure de fermeture sur la route. Son activité était illégale et la liqueur, qui coûtait une marque par verre, était souvent d'origine assez douteuse. Le vendeur a constamment changé son emplacement.

Dans les années 1920, la prostitution a augmenté à Berlin tout comme dans les régions d'Europe ravagées par la Première Guerre mondiale. Pendant la guerre, les maladies vénériennes comme la syphilis et la gonorrhée se propagent à un rythme qui provoque l'attention du gouvernement. Les soldats retournant à Berlin à la fin de la guerre, ayant eu régulièrement recours à des prostituées pendant leur temps dans l’armée, avaient une attitude différente de celle qu'ils avaient eue quelques années plus tôt. La prostitution était désapprouvée par les Berlinois respectables, mais elle continuait, au point de s'ancrer dans l'économie souterraine et même dans ce qu’on peut appeler la culture de la ville.
Berlin a aussi acquis une réputation comme centre de trafic de drogue (cocaïne, héroïne, tranquillisants) et de marché noir. La police a identifié 62 bandes criminelles organisées à Berlin, appelées Ringverein . Le public était également fasciné par les rapports d'homicides, en particulier les meurtres sexuels ou Lustmord. Les éditeurs ont répondu à cette demande avec des romans criminels à bas prix appelés Krimi, lesquels, comme le film noir de l'époque (comme le classique M le maudit), ont exploré des nouveaux méthodes de détection scientifique et d'analyse psychosexuelle.
Mis à part la nouvelle tolérance pour la prostitution, un comportement qui était encore illégal et considéré par une grande partie de la société comme immorale, d'autres traits de la culture berlinoise pouvaient choquer les visiteurs de la ville. Mais d’autres, avides de sensations fortes, venaient à la recherche d'aventure, et les libraires vendaient de nombreuses éditions de guides des lieux de divertissement nocturnes de Berlin. Il y avait environ 500 établissements de ce type, qui comprenaient un grand nombre de lieux pour homosexuels masculins, pour lesbiennes et parfois aussi pour des travestis.
Les artistes berlinois fusionnent avec la culture underground de la ville, et les frontières entre le cabaret et le théâtre « sérieux ». Anita Berber, danseuse et actrice, était notoire pour ses performances érotiques (ainsi que sa dépendance à la cocaïne et son comportement erratique). Elle a été peinte par Otto Dix, et évoluait dans les mêmes cercles que Klaus Mann.

## Galerie de la vie culturelle de Berlin dans les années 1920
Dans les années 1920, Berlin était une ville toute faite de contrastes sociaux. Tandis qu'une grande partie de la population, au lendemain de la Première Guerre, continuait à lutter contre le chômage et les privations, les classes supérieures ainsi qu’une classe moyenne grandissante redécouvrent peu à peu la prospérité et font de Berlin une ville cosmopolite.

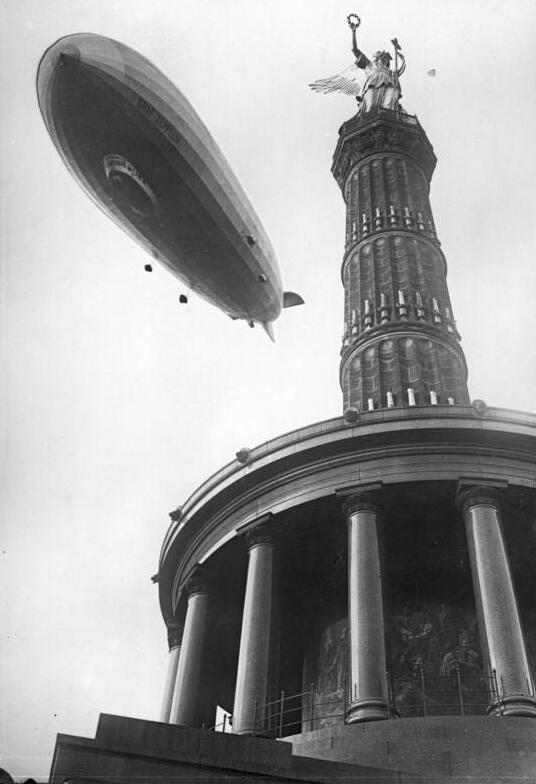
Le Graf Zeppelin vole au dessus de la colonne de la victoire, à Berlin, 1928.
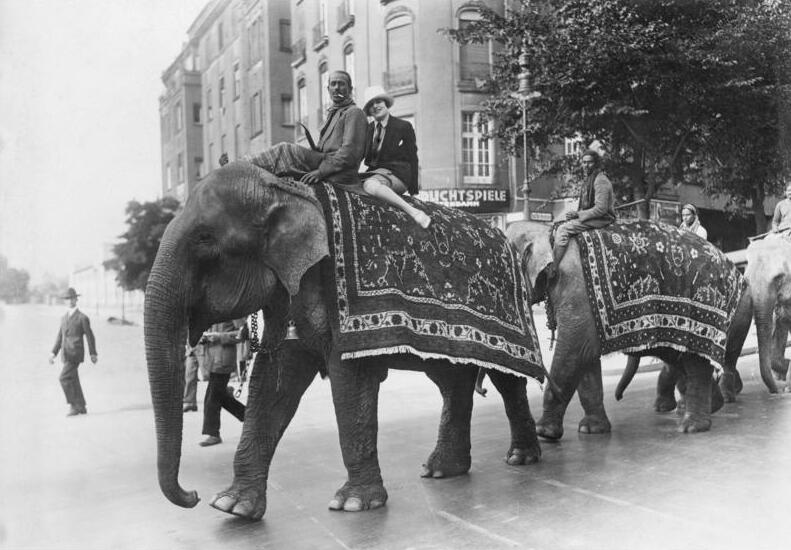
Une parade d’elephants avec ses dresseurs indiens, en 1926.
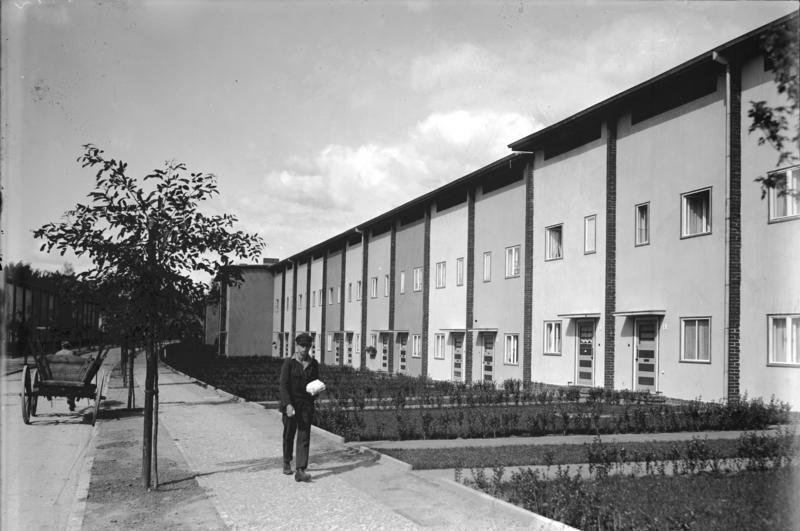
Immeubles d’habitation à Berlin-Zehlendorf, en 1928.
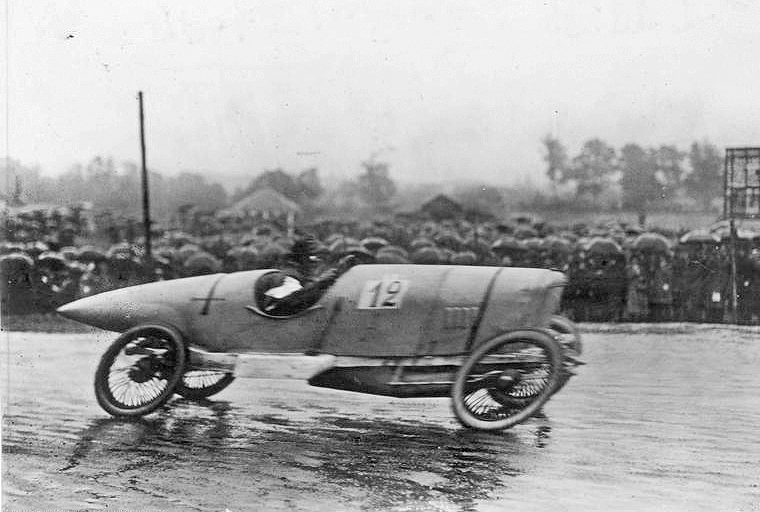
Course automobile à  Grunewald, à Berlin, en 1922.
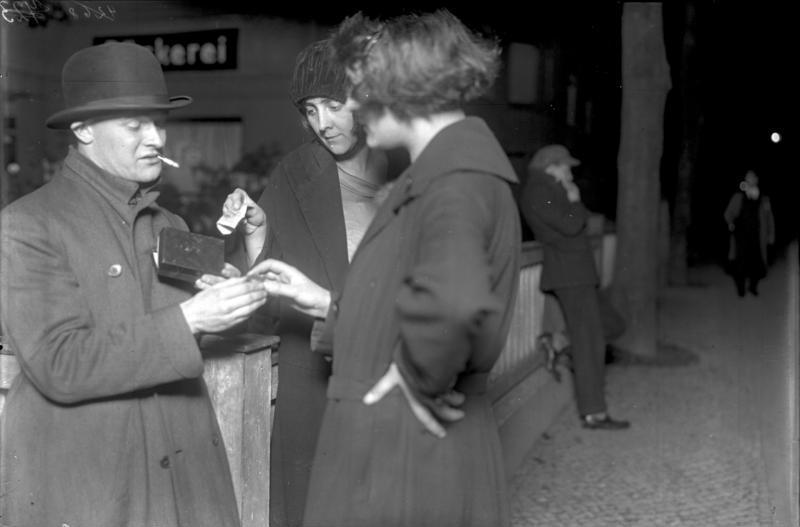
Prostituées achetant de la cocaïne à un vendeur de drogues à Berlin, en 1930.
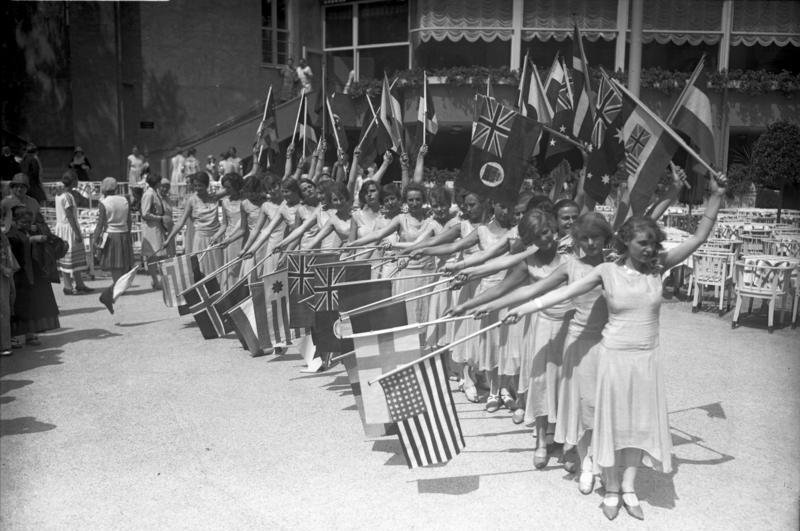
Congrès International de Femmes, à Berlin, en 1929.
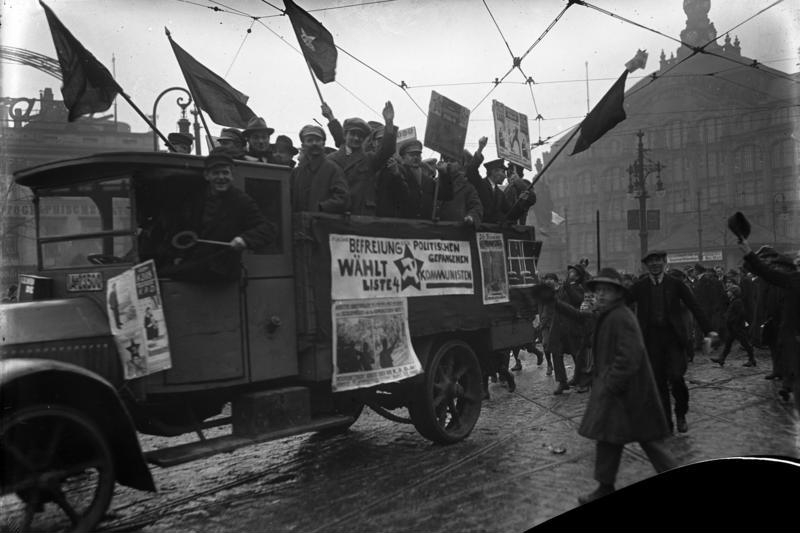
Militants communistes pendant la campagne pour les élections au Reichstag de 1924.
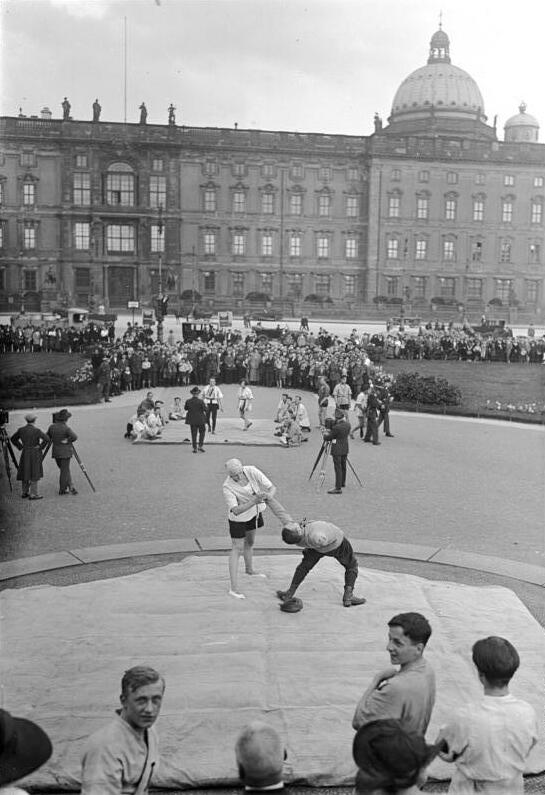
Exhibition de boxe, jiu jitsu, et d’autres sports au Lustgarten, en 1925.